# Cenu pagasts
Cenu pagasts er en territorial enhed i Ozolnieku novads i Letland. Pagasten etableredes i 1945, havde 4.610 indbyggere i 2010 og omfatter et areal på 121,30 kvadratkilometer. Hovedbyen i pagasten er Brankas.